# Ilancueitl
Ilancuéitl ([ilaŋˈkʷeː.itɬ] = "staričina suknja") bila je prva aztečka carica, kraljica Tenochtitlána.
Ilancuéitl je vrlo vjerojatno bila kći kralja Acolmiztlija. 
Udala se za Acamapichtlija, prvog astečkog cara. Nije mu rodila djecu, pa je on uzeo još žena. 
Brinula se za njegovog sina, svog posinka, Huitzilihuitla, koji ga je naslijedio.